# Johann Jacob Zimmermann
Johan Jacob Zimmerman (Vaihingen an der Enz, 25 dicembre 1644 – Rotterdam, 1693) è stato un teologo, astronomo e scrittore tedesco.

## Biografia

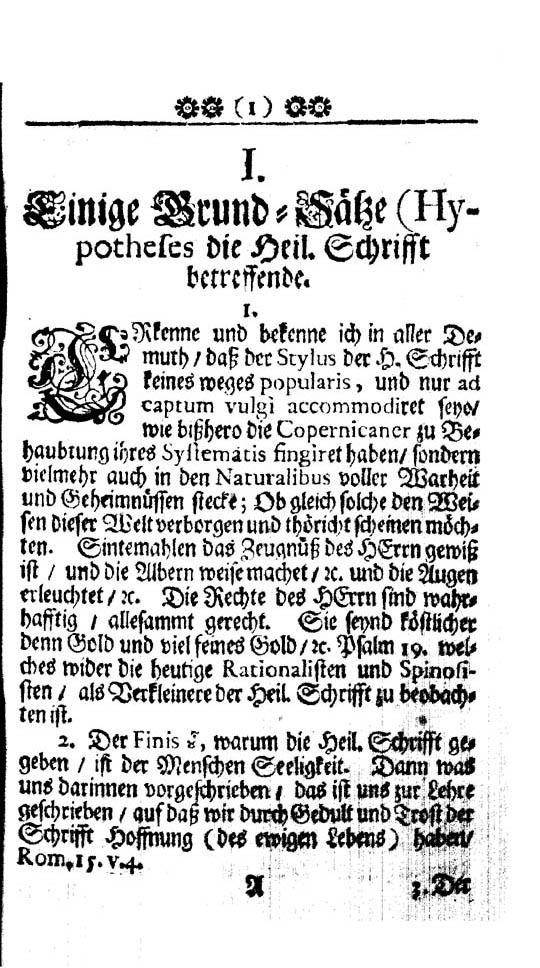
Incipit di Scriptura S. Copernizans

Zimmerman nacque a Vaihingen, Württemberg (ora Germania) nel 1644. Visse a Nürtingen, e studiò teologia protestante presso l'Università di Tubinga, dove conseguì la laurea magistrale nel 1664. Divenuto astronomo e astrologo di fama, Zimmerman produsse uno dei primi grafici della volta celeste secondo la proiezione conica equidistante dell'emisfero nord nel 1692.
La sua prima carica da ministro luterano la ottenne a Bietigheim (Baden) nel 1671, ma già era noto nell'ambiente scientifico per le sue pubblicazioni avvenute sotto lo pseudonimo di Ambrosius Sehmann. 
Nel 1685 Zimmermann venne rimosso dal suo incarico dopo aver pubblicato la sua opera Scriptura S. Copernizans seu potius Astronomia Copernico-Scripturaria Bipartita che difendeva la teoria copernicana.  
Divenuto seguace del teosofo Jacob Böhme, un pastore pietista che era stato critico di spicco della chiesa luterana istituzionalizzata, Zimmermann si guadagnò da vivere come scrittore e insegnante. Nel suo Muthmassliche Zeitbestimmung, Zimmermann enunciò la teoria secondo cui l'apocalisse si sarebbe verificata sul "bordo del deserto" alla fine dell'autunno del 1694. 
Zimmerman morì poco prima di partire da Rotterdam alla volta dell'America dove voleva instaurare una nuova comunità. 
È menzionato (come Dr. Zimmerman) nell'opera di Isaac Newton.

## Opere
- (DE, LA) Scriptura S. Copernizans seu potius Astronomia Copernico-scripturaria bipartit, Bayreuth, 1709.